# Vacherin Mont-d’Or

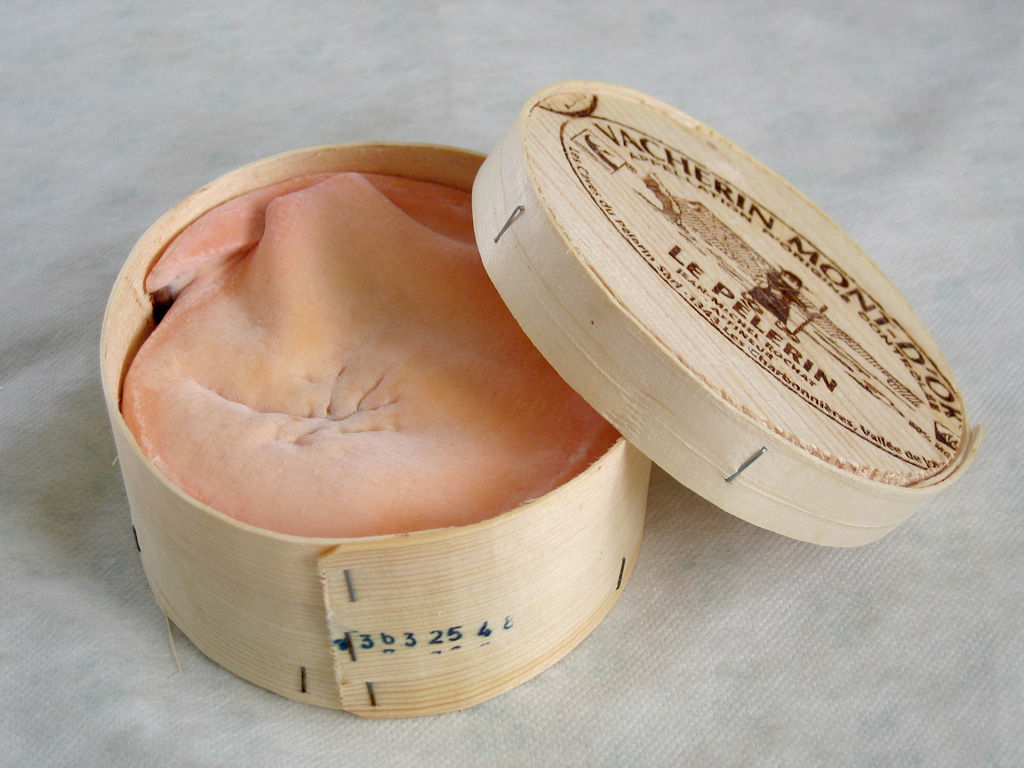
Vacherin Mont d’Or in der Reifeschachtel aus Tannenholz

Der Vacherin Mont-d’Or ist ein Schweizer Weichkäse aus thermisierter Kuhmilch. Er stammt aus dem Vallée de Joux sowie dem Waadtländer Jura. Der Ausdruck Mont d’Or (französisch, deutsch Goldberg, benannt nach dem gleichnamigen Berg im Jura, dem Mont d’Or) ist im Verlaufe des 19. Jahrhunderts aufgetreten und wird auch für die französische Version des Käses, den Vacherin du Haut-Doubs, verwendet. Er genießt seit 2003 den Status einer geschützten Herkunftsbezeichnung.

## Herstellung
Die Milch zur Herstellung des Käses muss aus Betrieben stammen, die die Anforderungen der Integrierten Produktion oder des Biologischen Landbaus erfüllen. Silofutter ist untersagt. Nach dem Einlaben wird der Bruch auf Körner von der Größe einer Kirsche zerschnitten und es folgen das Abtropfen bei 20 bis 35 ° C sowie das Salzen in einem Salzbad für 2 bis 4 Stunden. Die Größe des Käselaibs variiert zwischen 10 und 32 cm im Durchmesser und ist 3 bis 5 cm hoch. Sein Gewicht variiert zwischen 350 g und 3 kg.  Er reift umspannt von einem Band aus Fichtenbast (einst traditionell geerntet vom Sanglier) und auf Fichtenholz lagernd, was seinen Geschmack ausschlaggebend beeinflusst. Nach 17 bis 25 Tagen Reifezeit bei einer Temperatur von 9 bis 16 °C und einer relativen Luftfeuchtigkeit von mindestens 85 % sowie regelmäßigen Wendungen und Waschungen ist die Rinde rotbraun und zeigt weiße bis gelbliche Schattierungen. Der gelblich-weiße Teig ist cremig weich und hat wenige kleine Löcher. Er hat einen cremig-milden, leicht süßlichen Geschmack. Das Abfüllen in die Schachtel, ebenfalls aus Fichtenholz, erfolgt gegen Ende der Veredlung. Sein Fettgehalt liegt bei 49 bis 54 Prozent Fett i. Tr.
Der Mont-d’Or Suisse wird vom 15. August bis 31. März hergestellt. Seine Verkaufsperiode erstreckt sich von September bis zum April.

## Thermisation der Milch
Handwerklich hergestellte Nahrungsmittel können für bakteriologische Probleme anfällig sein. Bei der Herstellung des Vacherin Mont-d’Or sind Ende der 1980er Jahre in einem Fall Listerien aufgetreten. Seither hat die schweizerische Vacherin-Zentrale in Zusammenarbeit mit der Milchforschungsanstalt Agroscope Liebefeld-Posieux strenge Produktionsvorschriften erlassen. Um den Anforderungen der Lebensmittelkontrolle zu entsprechen, wird der Vacherin Mont-d’Or nun aus thermisierter Milch hergestellt und mit Kulturen von Milchsäurebakterien angesetzt. Unter Thermisation (Erhitzung) versteht man ein schonendes Verfahren, dank dem die natürlichen Qualitäten der Rohmilch weitgehend erhalten bleiben, durch das aber die bakteriologischen Bedingungen verbessert werden. Dazu wird die Milch auf 57 bis 68 °C für höchstens 15 Sekunden erhitzt.

## Listerien-Epidemie der 1980er-Jahre
In den 1980er-Jahren kam es zu mehr als 120 Erkrankten und über 30 Toten, weil der in einer kleinen Waadtländer Käserei produzierte Vacherin Mont-d’Or mit Listerien befallen war. Die Epidemie wurde 1987 aufgedeckt. Der Verkauf und der Genuss wurde daraufhin vom Bundesamt für Gesundheit und der Waadtländer Regierung untersagt, in Italien, Österreich und Bayern wurden Verkaufs- und Importverbote verhängt. Alle Vorräte, rund 200 Tonnen im Wert von über zwei Millionen Franken, wurden sofort vernichtet. Die Schweiz führte in der Folge 1990 ein Listerien-Monitoring-Programm ein und die Käse-Branche weitete die Selbstkontrolle mit einem Rückverfolgungs- und Alarmsystem aus.